# Heidi Grande Røys
Heidi Grande Røys, född 6 maj 1967 i Kalvåg i Bremangers kommun, Sogn og Fjordane fylke i Norge, är en norsk politiker som representerar Sosialistisk Venstreparti.
Hon var invald till Stortinget för fylket Sogn og Fjordane 2001–2005. Hon var statsråd i Moderniserngsdepartementet, hösten 2005 och i januari 2006 blev hon utnämnd till statsråd i Fornyings- og administrasjonsdepartementet i Jens Stoltenbergs andra regering.